# 쓰노시마촌
쓰노시마촌(角島村)은 일본 야마구치현 도요우라군에 설치되었던 촌이다. 현재의 시모노세키시 쓰노시마섬에 해당한다.